# Антипатарії
Антипатарії, або чорні корали (Antipatharia) — ряд коралових поліпів з підряду шестипроменевих коралів (Hexacorallia).

## Поширення
Чорні корали поширені в усіх океанах від поверхні до морських глибин, хоча майже 75% видів зустрічаються лише на глибині нижче 50 м. Єдиною океанічною областю, в якій не знайдено чорні корали, є солонуваті води. Чорні корали трапляються на рифах і можуть сприяти загальному формуванню рифів, але також часто зустрічаються як поодинокі колонії на ізольованих відслоненнях. 

## Опис
Це м'ягкі корали. Вирізняються чорними або темно-коричневими хітиновими скелетами, які оточені кольоровими поліпами.
Поліпи мають шестипроменеву симетрію з одиночними перегородками, кратними шести. Щупальця, яких налічується шість, товсті й короткі. Поліпи можуть бути практично будь-якого кольору. Деякі корали також мають «щупальця падальщика», які можуть вирости до великих розмірів до 15 мм. Хоча окремі поліпи є одностатевими, цілі колонії зазвичай вважаються гермафродитними.
Скелет цих коралів має особливу форму у вигляді батога, дерева, віяла або спіралі. Розміри колоній варіюються від 10 до 300 см в довжину, хоча поліпи зазвичай порядку міліметра завдовжки. Скелети також вкриті невеликими шипами до 0,5 мм заввишки і з великими варіаціями щодо розміру, пропорцій і структури.

## Роди
Чорні корали класифікуються в порядку Antipatharia з 7 родинами, 44 родами та 280 видами. 
Список родів за World Register of Marine Species:
- родина Antipathidae Ehrenberg, 1834
  - Allopathes Opresko & Cairns, 1994
  - Antipathes Pallas, 1766
  - Cirrhipathes de Blainville, 1830
  - Hillopathes van Pesch, 1914
  - Pseudocirrhipathes Bo et al., 2009
  - Pteropathes Brook, 1889
  - Stichopathes Brook, 1889
- родина Aphanipathidae Opresko, 2004
  - підродина Acanthopathinae Opresko, 2004
    - Acanthopathes Opresko, 2004
    - Distichopathes Opresko, 2004
    - Elatopathes Opresko, 2004
    - Rhipidipathes Milne-Edwards & Haime, 1857

  - підродина Aphanipathinae Opresko, 2004
    - Aphanipathes Brook, 1889
    - Asteriopathes Opresko, 2004
    - Phanopathes Opresko, 2004
    - Pteridopathes Opresko, 2004
    - Tetrapathes Opresko, 2004
- родина Cladopathidae Kinoshita, 1910
  - підродина Cladopathinae Kinoshita, 1910
    - Chrysopathes Opresko, 2003
    - Cladopathes Brook, 1889
    - Trissopathes Opresko, 2003

  - підродина Hexapathinae Opresko, 2003
    - Heteropathes Opresko, 2011
    - Hexapathes Kinoshita, 1910

  - підродина Sibopathinae Opresko, 2003
    - Sibopathes Van Pesch, 1914
- родина Leiopathidae Haeckel, 1896
  - Leiopathes Haime, 1849
- родина Myriopathidae Opresko, 2001
  - Antipathella Brook, 1889
  - Cupressopathes Opresko, 2001
  - Myriopathes Opresko, 2001
  - Plumapathes Opresko, 2001
  - Tanacetipathes Opresko, 2001
- родина Schizopathidae Brook, 1889
  - Abyssopathes Opresko, 2002
  - Alternatipathes Molodtsova & Opresko, 2017
  - Bathypathes Brook, 1889
  - Dendrobathypathes Opresko, 2002
  - Dendropathes Opresko, 2005
  - Diplopathes Opresko, Stewart, Voza, Tracey & Brugler, 2022
  - Lillipathes Opresko, 2002
  - Parantipathes Brook, 1889
  - Saropathes Opresko, 2002
  - Schizopathes Brook, 1889
  - Stauropathes Opresko, 2002
  - Taxipathes Brook, 1889
  - Telopathes MacIsaac & Best, 2013
  - Umbellapathes Opresko, 2005
- родина Stylopathidae Opresko, 2006
  - Stylopathes Opresko, 2006
  - Triadopathes Opresko, 2006
  - Tylopathes Brook, 1889